# Ситохори
Ситохори (грч. Σιτοχώρι) је насељено место у општини Висалтија у периферији Средишња Македонија, Грчка. Према попису из 2021. године било је 350 становника.
Према бугарском географу и историчару, Василу Канчову, у Ситохорију је 1900. године живело 660 Грка. Током Балканских ратова село је настрадало и већи део мештана је избегао, тако је после рата остало 65 житеља. Наредних година избегло становништво се вратило, те је 1920. године било 854 житеља. Године 1924. насељено је 26 грчких избеглица. На попису из 1928. године Ситохори је имао 1.114 становника. Село се раније звало Џинџос.